# Orlando Boyer
Orland Spencer Boyer (Bedford, 5 de março de 1893 — 21 de abril de 1978) foi um pastor pentecostal, missionário, tradutor e escritor evangélico norte-americano. Seu livro mais conhecido, Heróis da Fé, teve mais de 300 mil exemplares vendidos desde o seu lançamento.

## História
Orland Boyer chegou ao Brasil em 1927, indicado pelo Conselho Missionário da Igreja Unida de Cristo, denominação à qual pertencia. Foi casado com Ethel Beebe (casou-se em março de 1914). Em Pernambuco, os Boyer passaram um ano estudando a língua portuguesa. Em Mata Grande, sertão de Alagoas, passaram quatro anos abrindo trabalhos. Boyer alcançou o domínio da língua nos diálogos com os brasileiros durante as viagens a pé ou a cavalo, como um evangelista. De Alagoas, seguiu para o Ceará. Pioneiramente, abriu trabalhos ao longo da via férrea em quatorze localidades cearenses, entre elas Camocim-Ce onde foi fundador da Assembleia de Deus.
É propagado no meio evangélico que, janeiro de 1931, Virgil Frank Smith, então com 26 anos, e sua esposa foram feitos reféns de Lampião e seu bando. Apenas uma fonte primária confirma o assalto de Lampião ao pastor Smith, colega de Boyer. Segundo a história contada, Orlando Boyer foi comunicado que, para obter a libertação do amigo, teria de pagar quatro ou cinco contos de réis, uma elevada quantia. Em razão das dificuldades econômicas da época, Boyer conseguiu reunir apenas uma fração mínima da quantia exigida, cento e tantos mil réis. Mesmo assim, o líder dos cangaçeiros libertou o casal refém.
Retornou aos Estados Unidos em maio de 1935. Lá, sua esposa recebeu o batismo pentecostal em uma reunião em Oklahoma. Pouco tempo depois, na igreja de Peoria, em Tulsa, ele fez o mesmo. Os dois se filiaram à Assembleia de Deus. Foi o Departamento de Missões da mesma igreja que os enviou novamente ao Brasil.
Boyer recomeçou seu trabalho em Camocim, no Ceará, em 1938. Passou dez anos pregando no estado, depois rumou para Santa Catarina, onde permaneceu três anos pregando e traduzindo textos para o português. Foi nesse período que Boyer foi convidado a ministrar suas pregações através da Casa Publicadora das Assembleias de Deus. Ele continuou no Brasil até que, em razão de uma enfermidade da sua esposa, decidiu retornar aos Estados Unidos. Lá, sua esposa faleceu em 14 de outubro de 1967. Voltou ao Brasil, onde faleceu aos 85 anos de idade.